# هرم اللاهون
هرم اللاهون هو أحد أهرامات مصر. بناه الملك سنوسرت الثاني من الأسرة 12, من الطوب اللبن فوق ربوة عالية ارتفاعها 12 مترا على مشارف مدينة اللاهون (بمحافظة الفيوم)، والتي تبعد 22 كيلو مترا عن مدينة الفيوم. كان مكسوا بالحجر الجيري ويبلغ ارتفاعه 48 متراً وطول قاعدته 106 متر ويقع مدخله في الجانب الجنوبي عكس بقية الأهرامات المصرية. عثر بداخله على الصل الذهبي الذي كان يوضع فوق التاج الملكى. اكتشفت بجوار الهرم مصطبة مقبرة الأميرة سات حتحورات أيونت ومقبرة مهندس الهرم إنبى في الجنوب و8 مصاطب كانت مقابر لأفراد الأسرة المالكة، وفي منطقة الهرم توجد جبانة اللاهون ومدينة عمال اللاهون.